# Hồ hoàng hậu (Bắc Tề Hậu Chủ)
Hồ hoàng hậu (chữ Hán: 胡皇后) là hoàng hậu thứ hai của Bắc Tề Hậu Chủ Cao Vĩ trong lịch sử Trung Quốc.

## Tiểu sử
Không rõ tên thật lẫn ngày sinh của Hồ hoàng hậu. Phụ thân bà là Hồ Trường Nhân (胡長仁), anh trai Hồ thái hậu. Theo vai vế gia tộc, bà là cháu gọi Hồ thái hậu bằng cô.
Mùa đông năm 571, sau khi khám phá ra việc Hồ thái hậu có quan hệ tình ái với hòa thượng Đàm Hiến (曇獻), Cao Vĩ đã cho giết Đàm Hiến và bắt Hồ thái hậu chuyển vào Bắc cung quản thúc, không cho phép các quý tộc đến thăm bà. Để làm vừa lòng hoàng nhi, Hồ thái hậu đã triệu con gái của anh trai ruột là Hồ Trường Nhân (胡長仁) vào cung và cho người này vận những loại y phục thượng đẳng. Cao Vĩ khi trông thấy Hồ thị đã say đắm và cưới bà làm thiếp.

## Hoàng hậu
Sau khi Hộc Luật hoàng hậu bị phế truất năm 572, dưỡng mẫu Lục Lệnh Huyên muốn Mục Hoàng Hoa trở thành hoàng hậu, song Hồ thái hậu lại muốn cháu gái bà là Hồ thị trở thành hoàng hậu. Tuy nhiên, Hồ thái hậu cho rằng mình không đủ khả năng thuyết phục kì tử, nên bà đã đem quà tặng cho Lục Lệnh Huyên. Lục Lệnh Huyên cũng nhận thấy Cao Vĩ sủng ái Hồ thị, vì thế đã cùng đề xuất với Tổ Thỉnh về việc lập Hồ thị làm hoàng hậu, Cao Vĩ đã chấp thuận điều này. Mùa thu năm 572, Hồ thị được lập thành hoàng hậu. Cao Vĩ hết sức sủng ái Hồ hoàng hậu, đến nỗi ông cho gắn ngọc trai bên ngoài y phục của bà, song những y phục này sau đó đã bị phá hủy trong một vụ hỏa hoạn.
Tuy nhiên, Lục Lệnh Huyên vẫn không chấm dứt hy vọng đưa Mục thị làm hoàng hậu, bà ta nói với Cao Vĩ: "Làm sao mà một người con trai làm hoàng thái tử còn mẫu thân là một người hầu, một người thiếp?". Tuy nhiên, vì Cao Vĩ sủng ái Hồ hoàng hậu, Lục Lệnh Huyên đã không thực hiện được mong muốn của mình, và quay sang nhờ phù thủy dùng yêu thuật ám hại Hồ hậu. Sử sách ghi rằng trong vòng một tháng, Hồ hậu bắt đầu thể hiện các triệu chứng rối loạn tâm thần, thường lẩm bẩm một mình hoặc cười mà không có nguyên nhân. Cao Vĩ bắt đầu lo sợ và không còn sủng ái bà nữa. Vào mùa đông năm 572, Lục Lệnh Huyên cho Mục thị mặc y phục hoàng hậu và đưa vào một cái lều, vây quanh là các đồ trang sức lộng lẫy, và sau đó kể với Cao Vĩ "Hãy để ta chỉ cho hoàng thượng một thánh nữ" Khi Cao Vĩ trông thấy Mục thị, Lục Lệnh Huyên nói rằng "Nếu một người phụ nữ xinh đẹp như thế này không trở thành hoàng hậu, thì ai sẽ đủ tiêu chuẩn trở thành hoàng hậu?". Cao Vĩ đồng ý với nhũ mẫu, và lập Mục thị làm "hữu hoàng hậu", còn Hồ hậu có tước hiệu là "tả hoàng hậu".
Khoảng tết năm 573, Lục Lệnh Huyên đã vu cáo với Hồ hậu đã phỉ báng phẩm hạnh của Hồ thái hậu, Hồ thái hậu tức giận nên đã không thẩm tra lại thông tin và lệnh trục xuất Hồ hậu ra khỏi cung, và sau đó bảo Cao Vĩ phế truất. Sau một thời gian, Cao Vĩ nhớ đến tình cảm xưa với Hồ thị, thường gửi tặng nhiều quà cáp.
Năm 577, Bắc Chu tiêu diệt Bắc Tề, kinh đô Nghiệp Thành thất thủ. Sau đó, bà tái hôn với phu quân mới, sử sách không ghi chép là ai. Từ đó, không còn ghi chép lịch sử nào về Hồ thị, không biết khi nào bà qua đời.